# Сослагательное наклонение
Сослага́тельное наклоне́ние (конъюнктив, субъюнктив, лат. modus conjunctivus или subjunctivus) — ряд особых форм глагольного наклонения большинства индоевропейских языков, выражающих через субъективное отношение возможное, предположительное, желательное или описываемое действие.

## Значение
Сослагательное наклонение, существующее в индоевропейских языках, восходит к общеиндоевропейской эпохе и было свойственно уже индоевропейскому праязыку. Не все, впрочем, формы, известные под именем сослагательного наклонения, восходят к древним исконным индоевропейским формам сослагательного наклонения; многие из них являются разного рода новообразованиями, только имеющими функции сослагательного наклонения.
По своему значению сослагательное наклонение близко к наклонениям желательному, повелительному и к изъявительному будущего времени. От желательного оно отличается тем, что обозначает волю, нередко требование говорящего, тогда как желательное выражает только его желание. От повелительного наклонения сослагательное отличается тем, что выражает намерение, осуществление которого является зависящим от известных определённых обстоятельств, а от изъявительного наклонения будущего времени — тем, что означает главным образом намерение, волю говорящего, тогда как изъявительное наклонение будущего времени выражает преимущественно предвидение действия. Тем не менее иногда сослагательное наклонение имеет значение изъявительного наклонения будущего времени. Сообразно с этим, различают два типа сослагательного наклонения: сослагательное наклонение воли или хотения (Conjunctivus volitivus) и сослагательное наклонение предвидения (Conjunctivus prospectivus). Первый, по-видимому, как и повелительное наклонение, употреблялся первично только в положительных предложениях. При помощи сослагательного наклонения также спрашивают о чём-нибудь, что должно случиться. Образчик сослагательного наклонения хотения, воли: лат. hoc quod coepi primum enarrem (Теренций: «сначала я хочу рассказать, что я предпринял»); образчик проспективного сослагательного наклонения (со значением будущего времени): санскр. uv âsoshâ uchâ c са n ù — «утренняя заря явилась и появится и теперь» (R. V. I,48,3); греч. καί ποτέ τις εϊπησι — «и если когда-нибудь кто-либо скажет» и т. д.

## Морфологические признаки

### В индоевропейских языках
С формальной стороны, образование древнего индоевропейского сослагательного наклонения не представляет каких-нибудь специально ему одному свойственных формальных признаков. Так называемые тематические или соединительные гласные е, о свойственны и изъявительному, и сослагательному наклонению; например -е- в сослагательном наклонении индоевроп. *es-e-ti, санскр. as-a-ti, лат. er-i-t, др.-греч. αλ-ε-ται (изъявительное αλτο — «прыгнул») тождественно с таковым же -е- в индоевропейском изъявительном наклонении *ag-e-ti, санскр. aj-a-ti, лат. ag-i-t. Точно так же весьма вероятно тождество гласного -â- в латинском сослагательном наклонении fer-â-s с тем â, которое имеется в изъявительном наклонении после слабой формы корня (ср. лат. сослагательное наклонение fu-â-mus и ind. imperf. на -b â-mus из *fu-â-mos), a также и у основ женского рода на -â в конце темы. Точно так же -ê- в латинских (и италийских) формах сослагательного наклонения тождественно с -ê- изъявительного наклонения глаголов вроде flêre, 1 л. мн. flêmus, valêre, 2 л. ед. valês и т. д.
Некоторые формы сослагательного наклонения, имевшие значение будущего времени, дали начало формам, принимаемым в описательных грамматиках отдельных языков за будущее. Так, латинские формы будущего времени, вроде ero, viderõ, в сущности, восходят к древним формам сослагательного наклонения. Некоторые отдельные индоевропейские языки совсем или почти совсем утратили сослагательное наклонение. К первым принадлежит армянский язык, ко вторым — германские и балтийско-славянские языки, в которых от него остались только незначительные обломки. В славянском остатком сослагательного наклонения может быть форма 1 лица единственного числа настоящего времени у тематических глаголов: бєрѫ, вєзѫ от индоевр. *bher-â-m, *vegh-â-m. Бругман («Grundriss der vergl. Grammatik», т. II, § 929) высказывает предположение, что подобные формы были первичными формами сослагательного наклонения со значением будущего времени, которые вытеснили древние формы 1 лица единственного числа изъявительного наклонения на -ô (индоевр. *bherô, лат. ferô, греч. φέρω) сначала у глаголов совершенного вида. Кроме того, под именем сослагательного наклонения в отдельных индоевропейских языках известен ряд новообразований, обладающих значением сослагательного наклонения. К ним принадлежат сослагательное наклонение прошедшего несовершенного, совершенного и давно прошедшего в латинском, так называемое условное наклонение в славянских языках, к которому сводятся формы и так называемого сослагательного наклонения и в русском языке.

#### В русском языке
В русском языке термин «сослагательное наклонение» используется как синоним для кондиционалиса (условного наклонения), и в этом смысле не идентичен по содержанию сослагательному наклонению в других индоевропейских языках, где кондиционалис является лишь частным случаем сослагательного наклонения или даже противопоставляется ему. Смешение терминологии возникло по аналогии с латинским языком, где кондиционалис были частным случаем сослагательного наклонения.
У глаголов в сослагательном наклонении нет морфологических показателей времени и лица. Время указывается лексическими средствами (вчера, сейчас, на следующей неделе, и т. д.) или ситуацией. Лицо указывается с помощью личных местоимений.
Сослагательное наклонение образуется с помощью сочетания глагола в прошедшем времени с неизменяемой частицей бы или в сочетании частицы бы с неопределённой формой глагола (инфинитив). В сложных предложениях частица бы может быть частью союзов чтобы, дабы, кабы.

## В культуре
Существует фразеологизм: «История не терпит сослагательного наклонения». Имеется в виду то, что при оценке исторических процессов некорректно употреблять фразы наподобие: «Если бы А. Македонский не дошёл до Индии, то он бы…», поскольку история пошла так, как она пошла, а всё остальное — безосновательные спекуляции.